# James H. Spencer
James „Jim“ Harold Spencer (* 13. Juni 1942 in Los Angeles, Vereinigte Staaten) ist ein US-amerikanischer Filmarchitekt.

## Leben und Wirken
James Spencer studierte am Commercial Arts Center sowie am College of Design seiner Geburtsstadt Los Angeles. 1965 begann er seine praktische Arbeit beim Fernsehen als einer von mehreren Szenenbildnern bei der populären Krimiserie Tennisschläger und Kanonen. Sein Start beim Kinofilm ließ sich äußerst hoffnungsvoll an: Spencer gestaltete 1972 die Filmbauten zu Peter Bogdanovichs Überraschungserfolg Papermoon. Es folgten weitere Aufträge für beachtliche Inszenierungen wie Hal Ashbys Dieses Land ist mein Land und John G. Avildsens Rocky. Später musste sich Spencer jedoch vermehrt mit der Gestaltung von deutlich weniger ambitionierter Unterhaltung vom Schlage Poltergeist (aus dem Produktions-Output Steven Spielbergs), Gremlins – Kleine Monster und Gremlins 2 sowie Spielbergs Horror-Episodenfilm Unheimliche Schattenlichter begnügen. Zu dieser Zeit, den 1980er Jahren, kooperierte er häufig mit dem Regisseur Joe Dante. Seit der Jahrtausendwende gestaltet James Spencer vor allem die Kulissen zu Fernsehserien, darunter Lost, Last Resort und Notorious. 

## Filmografie
- 1972: Papermoon (Papermoon)
- 1975: Dieses Land ist mein Land (Bound for Glory)
- 1976: Rocky
- 1976: Es brennt an allen Ecken und Enden (Fire Sale)
- 1977: King (Fernsehmehrteiler)
- 1979: Stirb lachend (Die Laughing)
- 1980: Helden der Straße (King of the Mountain)
- 1981: Ich glaub’ mich knutscht ein Elch! (Stripes)
- 1981: The Sender
- 1982: Poltergeist
- 1982: Unheimliche Schattenlichter (Twilight Zone - The Movie)
- 1983: Gremlins – Kleine Monster (Gremlins)
- 1986: Die Reise ins Ich (Innerspace)
- 1988: Meine teuflischen Nachbarn (The ‘Burbs)
- 1989: Gremlins 2 (Gremlins II: The New Batch)
- 1992: Brennpunkt L.A. – Die Profis sind zurück (Lethal Weapon 3)
- 1992: Gefährliche Reise zum Mittelpunkt der Erde (Journey to the Center of the Earth)
- 1993: Killer im System (Ghost in the Machine)
- 1994: Richie Rich
- 1994: Blankman
- 1995: Fair Game
- 1997: Tango gefällig? (Out to Sea)
- 1998: Rising Star (The Story of Dorothy Dandridge)
- 2001: The Beast (TV-Serie)
- 2005–06: Lost (TV-Serie)
- 2006: Material Girls
- 2008: The Eye
- 2011: Glow (Kurzfilm, Regie und Drehbuch)
- 2012–13: Last Resort (TV-Serie)
- 2014: Warriors
- 2016: Notorious (TV-Serie)
- 2018: Hunter Killer